# NK Beltinci
NK Beltinci – słoweński klub piłkarski z siedzibą w mieście Beltinci, działający w latach 1949–2006, grający niegdyś w pierwszej lidze słoweńskiej.

## Historia
Klub został założony w 1949 roku. W 1991 roku klub wystąpił w historycznym pierwszym w historii sezonie po uzyskaniu niepodległości przez Słowenię. W swoim premierowym sezonie w słoweńskiej ekstraklasie zajął 13. miejsce. W sezonie 1994/1995 zajął najwyższe miejsce w swojej historii - piąte. W pierwszej lidze słoweńskiej klub grał do 2000 roku. Sezon 1999/2000 był jego ostatnim. Zespół zajął ostatnie 12. miejsce. W 2006 klub został rozwiązany z powodu kłopotów finansowych. W jego miejsce założono w 2007 roku ND Beltinci, który rozpoczął rozgrywki w niższych ligach.

## Stadion
Domowe mecze klub rozgrywał na stadionie Športni park Beltinci, który mógł pomieścić 4 tys. widzów.

## Historia występów w pierwszej lidze
| Sezon     | Pozycja      | M  | Pkt. | Z  | R  | P  | GZ | GS |
| --------- | ------------ | -- | ---- | -- | -- | -- | -- | -- |
| 1991/1992 | 13.          | 40 | 38   | 14 | 10 | 16 | 48 | 60 |
| 1992/1993 | 14.          | 34 | 29   | 12 | 5  | 17 | 51 | 61 |
| 1993/1994 | 6.           | 30 | 32   | 13 | 6  | 11 | 57 | 40 |
| 1994/1995 | 5.           | 30 | 38   | 15 | 8  | 7  | 74 | 32 |
| 1995/1996 | 6.           | 36 | 50   | 13 | 11 | 12 | 41 | 40 |
| 1996/1997 | 9.           | 36 | 32   | 7  | 11 | 18 | 35 | 68 |
| 1997/1998 | 9.           | 36 | 34   | 9  | 7  | 20 | 42 | 73 |
| 1998/1999 | 10.          | 33 | 36   | 10 | 6  | 17 | 41 | 62 |
| 1999/2000 | 12. (spadek) | 33 | 15   | 3  | 6  | 24 | 21 | 88 |

## Sukcesy
- 3. SNL
  - wicemistrzostwo (1): 2002/2003

## Reprezentanci kraju grający w klubie
Stan na wrzesień 2015.
| - Boško Boškovič - Matjaž Cvikl - Saša Gajser - Matjaž Jančič - Dušan Kosič - Vlado Miloševič | - Milan Osterc - Štefan Škaper - Gjergji Dema - Enkeleid Dobi - Ilami Halimi |